# Phaidra Knight
Phaidra Knight (Irwinton, 4 de julio de 1974) es una abogada y exjugadora estadounidense de rugby que se desempeñaba como ala.
A fines de 2010 fue nombrada jugadora estadounidense de la década del 2000 y desde 2017 es miembro del World Rugby Salón de la Fama. Knight es una deportista abiertamente lesbiana.

## Selección nacional
Recibida de abogada por la Universidad de Wisconsin-Madison en 1999, ese mismo año fue convocada a las Águilas y jugó con ellas hasta los 43 años en 2017.

### Participaciones en Copas del Mundo
Disputó las Copas del Mundo de España 2002, Canadá 2006 e Inglaterra 2010.
| Mundial                                | Sede       | Resultado | PJ | Tries |
| -------------------------------------- | ---------- | --------- | -- | ----- |
| Copa Mundial de Rugby Femenino de 2002 | España     | 7º puesto | ?  | ?     |
| Copa Mundial de Rugby Femenino de 2006 | Canadá     | 5º puesto | ?  | ?     |
| Copa Mundial de Rugby Femenino de 2010 | Inglaterra | 5º puesto | ?  | ?     |